# Sektion Politische Rechte der Schweizerischen Bundeskanzlei
Die Sektion Politische Rechte ist eine Sektion der schweizerischen Bundeskanzlei.

## Aufgaben
Die Sektion Politische Rechte organisiert alle eidgenössischen Abstimmungen/Urnengänge und Nationalratswahlen.
Sie erstellt und bereitet den Abstimmungskalender vor. Sie informiert die Stimmbürger über das Vorgehen bei Volksinitiativen und dem Referendum, sowie prüft formell jede eidgenössische Volksinitiative vor, und prüft die Gültigkeit der Unterschriften bei Volksbegehren.

## Rechtliche Grundlagen
- Bundesgesetz
- Verordnung
- Botschaft (PDF; 172 kB)